# Geoffrey Mason
Geoffrey Mason   (Filadèlfia, 13 de maig de 1902 - East Providence, 5 de gener de 1987) va ser un pilot de bobsleigh estatunidenc que va competir durant la dècada de 1920.
El 1928 va prendre part en els Jocs Olímpics de Sankt Moritz, on guanyà la medalla d'or en la prova de bobs a 5 formant equip amb Billy Fiske, Clifford Gray, Richard Parke i Nion Tucker.